# Beatty (Saskatchewan)
Beatty es un pueblo canadiense situado en la provincia de Saskatchewan.

## Superficie
Beatty tiene una superficie de 0,82 km².

## Demografía
En 2021, tenía 65 habitantes, una densidad poblacional de 79 hab./km², y 30 viviendas.